# Country Bear Jamboree
De Country Bear Jamboree is een animatronicsshow in het Magic Kingdom en Tokyo Disneyland (als Country Bear Theater) en voorheen in het Disneyland Park in Anaheim. De show bevat animatronics van beren en is ondergebracht in een gebouw dat op een schuur lijkt, te vinden in Frontierland.

## Geschiedenis
De Country Bear Jamboree was een idee van Walt Disney als attractie bij de plannen voor het Mineral King Ski Resort dat hij probeerde te openen in de jaren 60. Hij wilde een soort show voor de gasten met daarin een aantal beren als muzikanten. Het project werd aan de imagineer Marc Davis gegeven om te ontwikkelen.
Davis verzon samen met Al Bertino vele soorten berenorkestjes, waaronder een fanfare, een mariachi-orkestje en een dixieland-orkestje. Op een dag was Davis aan enkele tekeningen voor de figuren in de show aan het werken, en liep Walt Disney spontaan zijn kantoor binnen. Hij moest lachen om de tekeningen omdat hij ze leuk vond. Op Disneys eigen manier liep hij de deur uit en zei hij "goodbye", wat eigenlijk niet zijn gewoonte was om dat te zeggen. Enkele dagen later overleed hij op 15 december 1966. Het was de laatste keer dat Davis Disney had gezien.
Na zijn dood werden de plannen voor de show echter niet stopgezet. De beren zouden verschijnen in het restaurant in het resort, het Bear Band Restaurant Show, en er werd bepaald om de band een countrytintje te geven. Hoewel de plannen voor de show volop liepen, deden ze dat niet voor het nog te bouwen resort en het resort werd van de baan gehaald. In plaats van voor het resort ontwikkelden de imagineers de show nu voor het in 1971 te openen Walt Disney World Resort. Imagineer X Atencio werd erbij gehaald samen met George Bruns om liedjes te schrijven die de beren zouden moeten zingen.
Op 1 oktober 1971 opende de Country Bear Jamboree zijn deuren, samen met het park zelf, het Magic Kingdom. De show kreeg zoveel lovende opmerkingen dat de imagineers besloten om een replica van de attractie in het Disneyland Park in Anaheim te bouwen. Vanwege de populariteit van de attractie in het Magic Kingdom werd besloten om in het Disneyland Park in Anaheim twee zalen te bouwen met exact dezelfde show, om de capaciteit aan te kunnen. Op 4 maart 1972 opende de attractie in Disneyland tezamen met een speciaal parkdeel rondom de Country Bear Jamboree, het Bear Country. Later werd dit hernoemd naar Critter County.
In 1986 werd bij beide parken de attractie tijdens het hoogseizoen omgebouwd tot de Vacation Hoedown. Deze ombouw werd in het Disneyland Park in Anaheim tot de sluiting opgevoerd en in het Magic Kingdom tot 2005. Omdat bleek dat de bezoekers graag de gewone show wilden zien, werd de originele show weer opgevoerd in het hoogseizoen. Tijdens de kerstdagen wordt de show vanaf 2002 omgebouwd tot de Country Bears Christmas Special.
De attractie in het Disneyland Park in Anaheim werd op 9 september 2001 gesloten om plaats te maken voor de darkride The Many Adventures of Winnie the Pooh, die werd geopend op 11 april 2003.

## Opzet
De shows in de verschillende parken zijn volledig identiek aan elkaar.

### Personages

#### Beren
- Henry - Henry is de Master of Ceremony van de show. Hij is een gastvrije en vriendelijke, bruine beer. Hij draagt een grijze hoed, een gesteven shirt en een stropdas. Er wordt de schijn gewekt dat hij en Teddi Barra, een ander personage uit de show, iets van romantiek met elkaar hebben. Tijdens de Country Bears Christmas Special draagt hij een sjaal. De stem van Henry is ingesproken door Pete Renaday, een Disney legende die ook de verteller was in enkele andere attracties in de Disney-parken. In de Japanse versie wordt hij ingesproken door Akira Takarada.
- Liver Lips McGrowl - Liver Lips heeft zijn naam te danken aan zijn grote lippen. Hij is een bruine beer en bespeelt de gitaar. Hij wordt ingesproken door Jimmy Stoneman. Tijdens de show doet hij Elvis na.
- Wendell - Wendell is een hyperactieve, goudbruine beer die de mandoline bespeelt. Hij draagt een blauwe bandana rond zijn nek en een lichtbruine hoed. Zijn boventanden staan iets naar voren. Zijn stem wordt ingesproken door Bill Cole.
- Teddi Barra - Teddi Barra verschijnt niet op het podium. In plaats daarvan verschijnt ze in haar hol in het plafond dat bedekt is met bloemen. Ze is een bruine beer en draagt een blauwe hoed met een roze veertje en een roze boa om haar nek. Ze wordt ingesproken door Roni Stoneman. In de Country Bears Christmas Special draagt ze een paar ski's en is ze gekleed in skicleding.
- Ernest - Ernest is een bruine beer en speelt viool. Hij draagt een bolhoed en een roodwit gestippeld sjaaltje. Zijn stem werd in 1971 ingesproken door Van Stoneman, maar werd in 1975 opnieuw ingesproken door Randy Sparks.
- Terrence (aka Shaker) - Een lange beer met een geelbruine vacht. Hij draagt een helm en speelt gitaar. Hij wordt ingesproken door Van Stoneman. In de Country Bears Christmas Special draagt hij een sjaal en oorwarmers en heeft hij een witte vacht om een ijsbeer voor te stellen. Hij wordt vergezeld door een ingevroren pinguïn.
- Trixie - Trixie is een grote, bruine beer die een blauw hoedje draagt, een blauwe tutu en een blauwe zakdoek. Ze heeft ook gevoelens voor Henry. Ze wordt ingesproken door Cheryl Poole.
- Big Al - Big Al is de dikste beer van het stel. Hij is grijs met een lichtkleurige buik en draagt een bruin hoedje en een rood vest. Hij speelt een gitaar die altijd vals klinkt. Zijn stem is ingesproken door Tex Ritter. Tijdens de Country Bears Christmas Special is hij verkleed als het kindje Jezus en draagt hij een luier.
- Het Sun Bonnet Trio:
  - Bunny - Bunny staat midden op het podium. Ze wordt ingesproken door Jackie Ward. Omdat ze uit een drieling komt, dragen zij en haar zussen alle drie blauwe hoedjes en jurken.
  - Bubbles - Bubbles staat links van Gomer en Bunny en wordt ingesproken door Loulie Jean Norman.
  - Beulah - Beulah staat aan de rechterkant van het podium en wordt ingesproken door Peggy Clark.
- Gomer - Gomer zingt niet en speelt alleen piano. Op de piano staat een bijenkorf. Hij wordt beschouwd als de rechterhand van Henry.
- De Five Bear Rugs:
  - Zeke - Hij wordt als de leider van de Five Bear Rugs beschouwd, speelt banjo en slaat op een pan met een "real ol' country beat". Hij is een grijze beer, draagt een bril en een bruin hoedje. Hij is in 1971 ingesproken door Dallas McKennon, maar werd in 1975 opnieuw inesproken door Randy Sparks.
  - Zeb - Zeb is een bruine beer met een lichtbruine buik. Hij speelt viool en draagt een bandana om zijn nek een helm.
  - Ted - Ted is een lange, magere beer die het wasbord bespeelt. Hij heeft een bruine vacht en draagt een vest met en een bruin hoedje.
  - Fred - Fred is de dikste van de Five Bear Rugs, maar speelt ironisch gezien het kleinste instrument: de mondharmonica. Hij is een bruine beer en draagt een blauwe spijkerbroek die met bretels omhoog wordt gehouden.
  - Tennessee - Tennessee bespeelt een luit met maar één snaar. Hij heeft een bruine vacht en draagt een rode bandana rond zijn nek.
- Baby Oscar - Oscar verschijnt samen met de Five Bear Rugs maar zegt verder niets. Hij is het kindje van Zeb.
- Rufus - Rufus is geen artiest maar regelt het licht en het geluid. Hij is niet te zien als animatronic, maar is te horen vanachter het podium. Hij hijgt de hele tijd.

#### Andere dieren
- Sammy - Sammy is een wasbeer die als hoed voor Henry fungeert en daarom op zijn hoofd zit.
- Opgezette dierenhoofden:
  - Buff - Buff is een bizon en wordt beschouwd als de leider van de dierenhoofden. Hij wordt ingesproken door Disney legende Thurl Ravenscroft.
  - Max - Max is een hert en wordt ingesproken door Peter Renaday.
  - Melvin - Melvin is een eland en is de domoor van de dierenhoofden. Hij maakt de hele tijd grapjes.

### De show
De show is in feite een opeenvolging van korte countryliedjes, gezongen door verschillende beren. Telkens als een beer een liedje gaat zingen, opent er een gordijn en komt de beer tevoorschijn. Dit met uitzondering van Wendell, die uit het podium oprijst, evenals Gomer en de Sun Bonnets. Teddi Barra verschijnt vanuit haar hol in het plafond.
De show begint met Buff, Max en Melvin die tegen Henry zeggen dat hij moet beginnen met de show. Henry vraagt vervolgens aan Gomer om een korte intro te verzorgen en vervolgens begint de jamboree.

#### Liedjes
- Piano - Gomer en Henry
- Bear Band Serenade - Five Bear Rugs, Gomer en Henry
- Fractured Folk Song - Henry en Wendell
- My Woman Ain't Pretty (But She Don't Sware None) - Liver Lips McGrowl
- Mama, Don't Whip Little Buford - Henry en Wendell
- Tears Will Be the Chaser For My Wine - Trixie
- Pretty Little Devilish Mary - Five Bear Rugs
- How Long WIll My Baby Be Gone - Terrence
- All the Guys That Turn Me On Turn Me Down - Sun Bonnets
- If Ya Can't Bite, Don't Growl - Ernest
- Heart, We Did All That We Could - Teddi Barra
- Blood on the Saddle - Big Al
- The Ballad of Davy Crockett - Henry en Sammy
- Ole Slew Foot - Allemaal (zonder Ernest en Trixie)
- Come Again - Henry, Sammy, Max, Buff en Melvin

## Trivia
- Dezelfde animatronic van Big Al werd in het Disneyland Park in Anaheim gebruikt om Oogie Boogie te creëren, een animatronic die in het Haunted Mansion Holiday-evenement wordt toegevoegd aan het Haunted Mansion.
- Wendell, Big Al, Liver Lips McGrowl en Terrence verschijnen in het park als personages om mee op de foto te gaan. Tevens verschenen ze in de show Mickey's Winter Wonderland in het Disneyland Park in Parijs.
- Buff, Max en Melvin hangen in de attractie The Many Adventures of Winnie the Pooh als easter egg.
- In 2002 verscheen er een film The Country Bears, die gebaseerd was op de attractie en diens personages.